# Klaus-Dieter Jank
Klaus-Dieter Jank (* 23. November 1952 in Waiblingen) ist ein ehemaliger deutscher Fußballspieler.
Er wuchs in Rommelshausen auf und sammelte beim Spvgg Rommelshausen erste Erfahrungen mit dem Fußballspiel. In der C-Jugend spielte er für den TSF Esslingen. Während der B-Jugend wechselte er zum VfB Stuttgart, wo er zunächst die Jugendmannschaften durchlief und dann zwei Jahre bei den Amateuren aktiv war. 1973 stieß er von den Amateuren zur ersten Mannschaft des VfB Stuttgart. Zwischen 1973 und 1980 bestritt Jank, der in der Saison 1975/76 an Preußen Münster ausgeliehen war, insgesamt 82 Ligaspiele, bei denen ihm zehn Tore gelangen. Nach seiner Zeit beim VfB Stuttgart spielte er 1980/81 bei Werder Bremen, 1982/83 bei den Stuttgarter Kickers und 1983/84 bei Stade Laval.

## Erfolge
- Meister der 2. Bundesliga Süd 1976/77
- UEFA-Pokal Halbfinale 1979/80
- Meister der 2. Bundesliga Nord 1980/81